# Gonialoe
Gonialoe (лат.) — небольшой род из трех видов суккулентных растений, семейства Асфоделовые (Asphodelaceae), произрастающий на территории ЮАР, Намибии и Анголы.

## Название
Исходя из некоторых данных, родовое латинское название Gonialoe вероятно происходит от греческого слова gonia — «угол», и названия рода Алоэ (Aloe), в котором эти растения были первоначально описаны. Это можно объяснить формой листьев, которые имеют V-образное (или угловое) поперечное сечение, в отличие от гладко закругленных листьев большинства других видов Алоэ.

## Описание
Растения представляют собой небольшие бесстебельные розетки, растущие одиночно или в группах. Листья расположены в три ряда. Цвет листьев варьирует от зеленоватого до коричневатого, а белые пятна, часто в виде поперечных полос, создают пестрый эффект.
Соцветия прямостоячие, могут быть как разветвленными так и неразветвленными. Обычно кисти достаточно рыхлые и цилиндрические, а цветки имеют оттенки от красноватых до розоватых, которые зависят от вида и могут быть как тусклыми, так и ярко-розовыми. Форма цветков цилиндрическая, слегка изогнутая с перетяжкой над завязью, перед тем как расширяться к устью. Цветочные бутоны могут быть как горизонтальными, так и висячими, в то время как раскрытые цветки всегда висячие. Плоды, содержащие 3 капсулы, высыхают и при созревании раскрываются, освобождая мелкие семена. Семена имеют бледные выступающие крылья и могут разноситься ветром (однако Gonialoe sladeniana редко дает семена, что приводит к очень медленному пополнению этого вида).

## Систематика
Gonialoe — род растений, включающий три вида, которые ранее относились к роду Алоэ (Aloe). В результате молекулярного исследования род Алоэ (Aloe) был разделен на несколько отдельных родов, включая Gonialoe, Aloiampelos, Aloidendron и Kumara. Gonialoe является одним из самых маленьких «алоидных» родов.

## Таксономия
Gonialoe (Baker) Boatwr. & J.C.Manning, первое упоминание в Syst. Bot. 39: 69 (2014).

### Виды
Подтверждённые виды по данным сайта Plants of the World Online на 2023 год:
| Название                                               | Изображение | Описание | Природный ареал  |
| ------------------------------------------------------ | ----------- | --- | ---------------- |
| Gonialoe dinteri (A.Berger) Boatwr. & J.C.Manning      |             | Растение представлено одиночными бесстебельными розетками. Листья килевидные, сильно складчатые вдоль и почти горизонтальные. Они длиной до 30 см и шириной примерно 8 см, имеют различные оттенки коричневого цвета, от шоколадного до темно-коричневато-зеленого. Край и киль листа украшены белым костлявым краем и мелкими белыми зубцами. Цветки растения бледно-розовые с белыми кончиками и длиной около 28–30 мм. Они собраны в 3–8-разветвленные соцветия, которые высотой могут достигать 0,9 м. Соцветия состоят из цветоноса, несущего цилиндрические рыхлые кисти или цветочные головки. Время цветения приходится на период с января по март. Прицветники на соцветиях короче цветоносов и обычно имеют 3 жилки. Растение известно только в северо-западной Намибии и юго-западной Анголе. Обычно оно растет на песчаном или каменистом грунте, вклиниваясь в трещины известняка или укрытия небольших кустарников. Иногда его можно обнаружить на граните в бушвельде на краю пустыни Намиб. В среде обитания очень мало летних осадков. | Ангола и Намибия |
| Gonialoe sladeniana (Pole-Evans) Boatwr. & J.C.Manning |             | Растения этого вида образуют небольшие группы бесстебельных розеток. Листья имеют разнообразную оттенку зелени — от темно-зеленых до серо-зеленых, глубоко килевидные и слегка складчатые по длине. Они могут быть прямостоячими или восходящими, плотно собранными вместе и достигать длины до 9 см и ширины около 4 см. Край и киль листа обрамлены беловатым костлявым краем с мелкими белыми зубцами. В период с января по февраль на растениях появляются тускло-розовые цветки с зелеными кончиками, длиной от 20 до 30 мм. Цветки собраны в обычно неразветвленные, редко одно- или двухразветвленные соцветия, состоящие из тонкого цветоноса (стебля соцветия) и довольно рыхлых цветочных головок, имеющих форму цилиндра. Прицветники на соцветиях имеют 1 жилку и короче цветоножек. Этот вид растет только в горах западного склона западно-центральной части Намибии, обычно на разложившихся гранитах. В среде обитания характерны очень холодные зимы, а распространение приходится на район, где небольшое количество зимних дождей сменяется небольшими дождями летом. | Намибия          |
| Gonialoe variegata (L.) Boatwr. & J.C.Manning          |             | Растения данного вида формируют бесстебельные розетки, которые можно увидеть как отдельно, так и в небольших или плотных группах. Листья имеют различные оттенки зеленого и коричневого цветов, они килевидные и слегка складчатые вдоль, иногда с изгибом в спираль, вытянутые вверх или вертикально расположенные. Размеры листьев варьируются от 15 см в длину до около 6 см в ширину. Край и киль листа имеют беловатый костлявый край, на который иногда могут быть видны небольшие белые зубцы, но чаще листья бывают почти цельными и без зубцов. Цветки этого вида могут быть тускло-розовыми, красными или редко желтыми, и они имеют длину от 35 до 45 мм. Цветки собраны в неразветвленные соцветия, обычно 1- или 2-разветвленные, и расположены на толстом цветоносе (стебле соцветия), который несет цилиндрические рыхлые кисти (цветочные головки). Цветение происходит в период с июля по сентябрь. Прицветники на соцветиях имеют 1 жилку и длиннее цветоножек (цветоносов). Распространение этого вида включает южную Намибию, Северный, Восточный и Западный Кейп ЮАР. Растения обитают на глинистых почвах, а также на почвах из разложившихся гранитов, в растительности кару и на краю пустыни Намиб. Обычно этот вид растет под защитой кустарников в среде обитания, где характерны холодные зимы, и при этом он распространен как на летние, так и на зимние регионы с осадками. | Намибия и ЮАР    |

## Распространение
Три вида, обитают на территории от южной Анголы, через Намибию, до западной, южной и центральной части ЮАР. Эти растения предпочитают очень засушливые, песчаные или каменистые районы с небольшим количеством осадков в течение лета или зимы. Часто растения можно увидеть в укрытиях из небольших кустарников или в расщелинах скал.

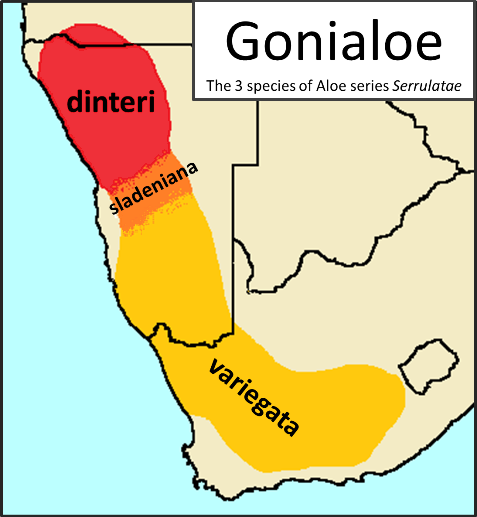
Ареал

## Выращивание
Gonialoe variegata — растение, которое отлично процветает при выращивании в горшке, однако для этого ему необходима хорошо дренированная песчаная почва. Рекомендуется экономно, но часто поливать его зимой. Размножать Gonialoe variegata можно отростками и семенами. Это растение легко выращивать и не требует большого количества ухода.
С другой стороны, Gonialoe dinteri и Gonialoe sladeniana плохо растут в условиях, отличных от их естественной среды обитания. Однако их можно выращивать в теплице при строго контролируемых условиях. Для этого необходим большой контейнер с хорошо дренированной песчаной почвой. Поскольку эти растения приспособлены к сухим условиям, их нельзя часто поливать, и следует защищать от избыточного дождя. Кроме того, они чувствительны к морозам.